# Amphineurus longi
Amphineurus longi är en tvåvingeart som beskrevs av Alexander 1950. Amphineurus longi ingår i släktet Amphineurus och familjen småharkrankar. Inga underarter finns listade i Catalogue of Life.